# Vintage Radio
Vintage Radio ist ein Schweizer Musiksender der Energy Broadcast AG und gehört damit zur Energy Gruppe, die auch Energy Zürich betreibt. Der Sender spielt rund um die Uhr ein Musikprogramm mit Songs von den 1960er bis 1990er Jahre. So umfasst die Musikauswahl zum Beispiel R.E.M., Roxette oder Tina Turner.

## Geschichte & Zahlen
Vintage Radio ging im Dezember 2016 zusammen mit vier weiteren neuen Radiosendern auf Sendung (Luna, Rockit Radio, Radio Del Mar und Classix Radio).
Im 2. Semester 2024 schalteten laut Mediapulse-Daten täglich rund 162'000 Hörer das Musikprogramm von Vintage Radio ein. Dabei wurde das Radioprogramm durchschnittlich während rund 65 Minuten konsumiert. Damit bleibt Vintage Radio in den Top 10 der meistgehörten Privatradios der Schweiz.
Die weibliche Stationvoice ist Viola von Scarpatetti, während die männliche Stationvoice von Kevin Ercolani gesprochen wird.

## Empfang
Der Sender ist über DAB+ in der gesamten Deutschschweiz empfangbar. Ausserdem kann der Sender via Webseite und eigener App (für Android und iOS) gestreamt werden.

## Weitere Sender
Neben Vintage Radio betreibt die Energy Broadcast AG auch die Musiksender Schlager Radio und Rockit Radio auf DAB+. Alle Sender zusammen erreichen in der Deutschschweiz täglich fast 237'000 Hörer (Mediapulse-Daten 2. Semester 2024, Montag – Freitag).